# George William Archibald
George William Archibald (nascut 13 juliol 1946) és el cofundador de la Fundació de Grua Internacional i era l'inaugural guanyador del 2006 Indianapolis Premi.
Archibald va néixer en Nou Glasgow, Nova Escòcia, Canadà a Donald Edison i Annie Letitia ("Lettie") (née MacLeod) Archibald. Va rebre el seu bachelor grau de Dalhousie Universitat dins 1968 i el seu doctorat dins 1975 de Cornell Universitat. Va casar Kyoko Matsumoto damunt 15 August 1981.

## Feina amb grues
Dins 1973, quan les grues eren una perillosa situació i molts de la quinze espècie restant eren en el caire d'extinció, Archibald va fundar la Fundació de Grua Internacional en Baraboo, Wisconsin. Sigui director de 1973 a 2000. Actualment encapçala una comissió d'Unió de Conservació Mundial damunt supervivència de grua. Quaranta anys més tard, les grues del món són encara una perillosa situació.
Archibald va iniciar diverses tècniques a grues de darrere dins captivitat, incloent-hi l'ús de vestits de grua per humà handlers. Archibald va gastar tres anys amb un altament endangered whooping la grua va anomenar Tex, actuant com a excursionisme de grua – mascle, cridant, ballant – per canviar el seu a reproductive condició. A través de la seva dedicació i l'ús d'inseminació artificial, Tex finalment va pondre un ou fèrtil. Mentre Archibald més tard recounted el conte en L'Aquesta nit Espectacle ell stunned l'audiència i amfitrió Johnny Carson amb el final trist de la història – la mort de Tex poc després de l'eclosió de la seva primera i única noia.
Per tal de protegir les conques i prades on les grues vives i per ajudar a augmentar camins de vol migratori, Archibald ha visitat àrees remotes, incloent-hi parts de l'Afganistan, Cuba, Índia, Rússia i la zona desmilitaritzada de Corea.
Dins 1984, Archibald va ser atorgat un MacArthur beca de Programa dels Companys per la seva feina amb grues. Dins 1987, va ser afegit a l'ONU Global 500 Rotlle d'Honor. Dins 2013, va ser fet un Membre de l'Orde del Canadà.